# ULO-bewaring
ULO-bewaring staat voor Ultra Low Oxygen-bewaring. Bij deze bewaarmethode wordt een zeer laag zuurstofgehalte gehandhaafd en een verhoogd CO2-gehalte. Deze bewaring vindt plaats in gasdichte bewaarcellen en wordt onder meer toegepast bij het langdurig bewaren van appels, peren, asperges, kiwi's, bloembollen en in toenemende mate ook bij vers vlees. Zo worden jonagold appels tot eind juli bewaard bij 1°C, 4% koolstofdioxide en 1 tot 1,2% zuurstof, terwijl gewone lucht voor ongeveer 78% bestaat uit stikstofgas, 21% uit zuurstofgas en 0,377% uit koolstofdioxide.
Tijdens de bewaring van fruit worden suikers door verademing afgebroken tot CO2. Hierbij wordt zuurstofgas verbruikt en stijgt het CO2-gehalte. Bij een te hoog CO2-gehalte en een lange bewaarduur treedt een anaerobe ademhaling en daardoor bruinverkleuring op. Door een laag zuurstofgehalte wordt de ademhaling vertraagd wat de bewaarduur verlengt. Om het CO2-gehalte en het zuurstofgehalte op peil te houden wordt de cellucht door een zuurstofscrubber en een koolzuurscrubber geleid. Door deze behandelingen stijgt het stikstofgehalte van de lucht en blijft het CO2-gehalte op peil.
Vroeger werd het teveel aan CO2 met natronloog gebonden tot natriumcarbonaat. Tegenwoordig wordt hiervoor actieve kool gebruikt.

## Gevaren
Betreden van een bewaarcel onder ULO is levensgevaarlijk. Dit omdat na inademing van dit gas, zuurstof uit het bloed verdwijnt, waardoor er kans op flauwvallen bestaat door een gebrek aan zuurstof in de hersenen. Dit voelt men niet, doordat het gevoel van benauwdheid niet ontstaat door zuurstofgebrek maar door een teveel aan CO2. Doordat dat afgevangen wordt, merkt men nauwelijks benauwdheid en raakt men soms al binnen een minuut bewusteloos, en dan is de kans groot dat men sterft door zuurstofgebrek in de hersenen. Geregeld vallen er doden door ondeskundig handelen. Het risico op een cascade-effect is groot, doordat mensen die iemand in een dergelijke cel proberen te redden, zelf ook slachtoffer worden.
Om te voorkomen dat een bewaarcel onder ULO per ongeluk geopend wordt moeten er extra vergrendelingen op de koelceldeur zitten. De deuren moeten ook voorzien zijn van de juiste stickers met daarop de waarschuwing voor het lage zuurstofgehalte. Arbo-diensten controleren streng op het naleven van deze voorschriften. Een probleem is nogal eens dat buitenlandse werknemers de tekst op de waarschuwingsstickers niet begrijpen.
Na het openen van de deur moet de cel eerst voldoende tijd krijgen om het zuurstofgehalte te laten stijgen.